# Kadir Cin
Kadir Cin (7 maggio 1987) è un pallavolista turco, nel ruolo di schiacciatore.

## Carriera

### Club
La carriera di Kadir Cin inizia nel settore giovanile dell'Arkas di Smirne, dove gioca fino al 2005, quando viene promosso in prima squadra, debuttando in Voleybol 1. Ligi nella stagione 2005-06: vi milita ininterrottamente per cinque annate, vincendo due scudetti, la Coppa di Turchia 2008-09 e la Challenge Cup 2008-09.
Nel campionato 2010-11 viene ceduto in prestito per due annate allo Ziraat Bankası di Ankara, vincendo la Supercoppa turca 2010, mentre nel campionato 2012-13 approda a titolo definito all'İstanbul BB, club con cui conquista la BVA Cup 2012 e al quale si lega per sette annate, cambiando maglia solo nella stagione 2019-20, quando si accasa allo Spor Toto, dove resta per un biennio e conquista una Coppa di Turchia.
Per il campionato 2021-22 viene ingaggiato dal Solhan, ma resta legato al club solo fino a ottobre 2021, quando si trasferisce all'Afyon, sempre nella massima divisione turca. Nel gennaio 2023, dopo qualche mese di inattività, torna per disputare la seconda parte del campionato seguente con l'Altekma.

### Nazionale
Dal 2007, dopo aver fatto parte della nazionale turca Under-21, fa parte anche della nazionale maggiore, con la quale esordisce in occasione della European League.

## Palmarès

### Club
- Campionato turco: 4

2005-06, 2006-07
- Coppa di Turchia: 2

2008-09, 2020-21
- Supercoppa turca: 1

2010
- Challenge Cup: 1

2008-09
- BVA Cup: 1

2012